# Anisotes tanensis
Anisotes tanensis är en akantusväxtart som beskrevs av C. Baden. Anisotes tanensis ingår i släktet Anisotes och familjen akantusväxter. Inga underarter finns listade i Catalogue of Life.